# 李文敏 (咸豐進士)
李文敏（?—?），字少頫，一字捷峰，陝西西鄉縣人。

## 生平
咸豐二年（1852年）壬子恩科進士。官禮部祠祭司員外郎，升郎中。同治間歷官天津府知府、直隸大順廣道。同治十年（1871年）任廣東按察使，尋改江西按察使，光緒元年（1875年）升江西布政使，護理江西巡撫。光緒四年（1878年）授江西巡撫。